# Ованес Воротнеци
Оване́с Воротнеци́, Ова́н (Иоа́нн) Воротнеци́ (арм. Հովհան Որոտնեցի; 1315—1386) — армянский философ, педагог, церковный и политический деятель.

## Биография
Родился 1315 году, сын князя Сюника Иване Орбеляна. Образование получил в Гладзорском университете у Есаи Нчеци. В 1345 году основал Татевский университет, который на тот период стал крупнейшим научным и культурным центром Армении. Боролся за сохранение самостоятельности армянской церкви, вел борьбу против униатов-католиков.
В философских взглядах развивал традиции аристотелизма. Его наследие составляет обширные толкования к «Категориям» и «Об истолковании» Аристотеля, к «Введению» Порфирия. В разработке вопросов теории познания и логики был приверженцем номинализма. 
Учеником и последователем Ованеса Воротнеци был Григор Татеваци, который развил религиозно-философское учение Ованеса Воротнеци.

## Сочинения
- Анализ «категорий» Аристотеля. Краткий анализ многотрудных вопросов Порфирия. Сводный текст. Предисловие и примечания В.К. Чалояна, перевод А.А. Адамяна и В.К. Чалояна / Под редакцией С.С. Аревшатяна. Ер., 1956. 348 стр. (на арм. и рус. яз.)
- Об элементах (Сочинение, составленное из высказываний философов). Критический текст и предисловие С.С. Аревшатяна и С. Лалафаряна, перевод с древнеармянского С.С. Аревшатяна // Вестник Матенадарана. Т. 3. Ер., 1956
- Комментарий к книге (Аристотеля) «Об истолковании»
- Краткий анализ «Введения» Порфирия
- Комментарий к «Откровению» Филона Мудрого